# Risaralda (departman)
Risaralda je kolumbijski departman u zapadnom dijelu središnje Kolumbije. Glavni grad departmana je Pereira. Prema podacima iz 2005. godine u departmanu živi 863.663 stanovnika te je 18 kolumbijski departman po broju stanovnika. Sastoji se od 13 općina.

## Općine
U departmanu Risaralda se nalazi 14 općina:
| Općina | Karta departmana |
| --- | ---------------- |
| 1. Apía 2. Balboa 3. Belén de Umbría 4. Dosquebradas 5. Guatica 6. La Celia 7. La Virginia 8. Marsella 9. Mistrató 10. Pereira 11. Pueblo Rico 12. Quinchía 13. Santa Rosa de Cabal 14. Santuario |                  |

## Vanjske poveznice
- Službena stranica departmana